# Grosseto (provincie)
De provincie Grosseto (afgekort: GR) is de meest zuidelijke van de tien provincies van de Italiaanse regio Toscane. Hoofdstad is de stad Grosseto. De provincie meet 4030 km² en telt 140.000 inwoners, waarvan ongeveer de helft in de hoofdstad woont.
De aan de Tyrreense Zee liggende provincie Grosseto bestaat uit de licht glooiende streek Maremma (tevens een nationaal park) waarvan de hoofdstad het centrum is, en een oostelijk, meer heuvelachtig gebied. Tot de provincie behoren tevens enkele eilanden van de Toscaanse Archipel, te weten de Formiche di Grosseto, Giglio en Giannutri, en het schiereiland Monte Argentario. De provincie wordt doorkruist door de 160 kilometer lange rivier Ombrone.
Grosseto grenst aan de Toscaanse provincies Pisa, Livorno, Siena en de provincie Viterbo die behoort tot de regio Latium.
Belangrijke andere plaatsen in de provincie zijn Follonica, Orbetello, Massa Marittima en Pitigliano.